# 명동 졸업생
명동 졸업생은 한국에서 제작된 고영남 감독의 1971년 영화이다. 박노식 등이 주연으로 출연하였고 성동호 등이 제작에 참여하였다.

## 출연

### 주연
- 박노식
- 이대엽